# Triunia-Nationalpark
Der Triunia-Nationalpark (englisch Triunia National Park) ist ein 34 Hektar großer Nationalpark in Queensland, Australien.

## Lage
Er liegt in der Region Wide Bay-Burnett an der Sunshine Coast etwa 92 Kilometer nördlich von Brisbane und 150 Kilometer südlich von Hervey Bay. Von Nambour am Bruce Highway folgt man der Nambour Mapleton Road Richtung Mapleton. Auf etwa halben Weg zweigt Richtung Süden die Dulong Road ab, die nach drei Kilometern am Nationalpark vorbeiführt. Im Park selbst gibt es weder Straßen noch Besuchereinrichtungen.
In der Nachbarschaft liegen die Nationalparks Mapleton, Mapleton-Falls, Eudlo-Creek und Ferntree-Creek.

## Fora und Fauna
Der Nationalpark schützt bis zu 260 m hoch gelegenen, küstennahen, subtropischen Regenwald.
Verschiedene Vögel wurden in dem Park gesichtet, darunter der Papuaweih (Aviceda subcristata), der Fasanspornkuckuck (Centropus phasianinus) und das Buschhuhn (Alectura lathami).
Daneben sind im Park vier verschiedene Pflanzenarten aus der Familie der Silberbaumgewächse heimisch, die alle als gefährdet eingestuft sind, darunter Bopple Nut (Macadamia ternifolia), Macadamia Nut (Macadamia integrifolia), Triunia robusta und Ball nut (Floydia praealta).